# چارلی اسپنسر
چارلز "چارلی" ویلیام اسپنسر (به انگلیسی: Charles "Charlie" William Spencer) (زاده ۴ دسامبر ۱۸۹۹ – درگذشته ۹ فوریه ۱۹۵۳) بازیکن فوتبال اهل کشور انگلستان که سابقهٔ بازی در تیم ملی فوتبال انگلستان را در کارنامهٔ خود دارد. وی در تاریخ ۱۲ آوریل ۱۹۲۴ نخستین بازی ملی خود را در مقابل تیم ملی فوتبال اسکاتلند انجام داد و با حضور در ۲ بازی ملی، در تاریخ ۲۸ فوریه ۱۹۲۵ واپسین بازی ملی‌اش را در برابر تیم ملی فوتبال ولز برگزار کرد.

## زندگی حرفه‌ای
اسپنسر در اکتبر ۱۹۲۱ به باشگاه فوتبال نیوکاسل یونایتد پیوست.